# U-385 (tàu ngầm Đức)
U-385 là một tàu ngầm tấn công  Lớp Type VII thuộc phân lớp Type VIIC được Hải quân Đức Quốc Xã chế tạo trong Chiến tranh Thế giới thứ hai. Nhập biên chế năm 1942, nó chỉ thực hiện được hai chuyến tuần tra và không đánh chìm được mục tiêu nào trước khi bị tàu xà lúp HMS Starling của Hải quân Hoàng gia Anh phối hợp cùng một thủy phi cơ Short Sunderland của Không quân Hoàng gia Australia đánh chìm trong vịnh Biscay vào ngày 11 tháng 8, 1944.

## Thiết kế và chế tạo

### Thiết kế

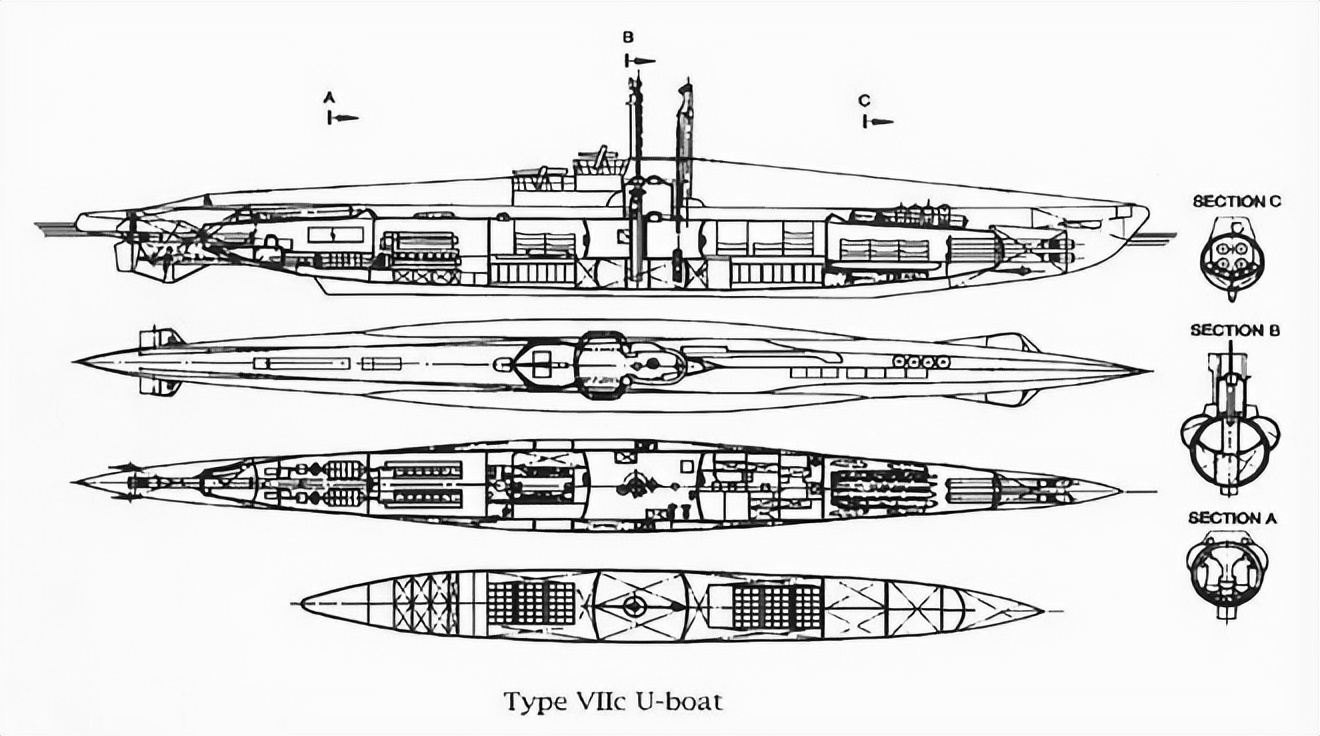
Sơ đồ các mặt cắt một tàu ngầm Type VIIC

Phân lớp VIIC của Tàu ngầm Type VII là một phiên bản VIIB được kéo dài thêm. Chúng có trọng lượng choán nước 769 t (757 tấn Anh) khi nổi và 871 t (857 tấn Anh) khi lặn). Con tàu có chiều dài chung 67,10 m (220 ft 2 in), lớp vỏ trong chịu áp lực dài 50,50 m (165 ft 8 in), mạn tàu rộng 6,20 m (20 ft 4 in), chiều cao 9,60 m (31 ft 6 in) và mớn nước 4,74 m (15 ft 7 in).
Chúng trang bị hai động cơ diesel Germaniawerft F46 siêu tăng áp 6-xy lanh 4 thì, tổng công suất 2.800–3.200 PS (2.100–2.400 kW; 2.800–3.200 bhp), dẫn động hai trục chân vịt đường kính 1,23 m (4,0 ft), cho phép đạt tốc độ tối đa 17,7 kn (32,8 km/h), và tầm hoạt động tối đa 8.500 nmi (15.700 km) khi đi tốc độ đường trường 10 kn (19 km/h). Khi đi ngầm dưới nước, chúng sử dụng hai động cơ/máy phát điện Garbe, Lahmeyer & Co. RP 137/c  tổng công suất 750 PS (550 kW; 740 shp). Tốc độ tối đa khi lặn là 7,6 kn (14,1 km/h), và tầm hoạt động 80 nmi (150 km) ở tốc độ 4 kn (7,4 km/h). Con tàu có khả năng lặn sâu đến 230 m (750 ft).
Vũ khí trang bị có năm ống phóng ngư lôi 53,3 cm (21 in), bao gồm bốn ống trước mũi và một ống phía đuôi, và mang theo tổng cộng 14 quả ngư lôi, hoặc tối đa 22 quả thủy lôi TMA, hoặc 33 quả TMB. Tàu ngầm Type VIIC bố trí một hải pháo 8,8 cm SK C/35 cùng một pháo phòng không 2 cm (0,79 in) trên boong tàu. Thủy thủ đoàn bao gồm 4 sĩ quan và 40-56 thủy thủ.

### Chế tạo
U-385 được đặt hàng vào ngày 15 tháng 8, 1940, và được đặt lườn tại xưởng tàu của hãng Howaldtswerke ở Kiel vào ngày 16 tháng 5, 1941. Nó được hạ thủy vào ngày 8 tháng 7, 1942, và nhập biên chế cùng Hải quân Đức Quốc Xã vào ngày 29 tháng 8, 1942 dưới quyền chỉ huy của Hạm trưởng, Đại úy Hải quân Hans-Guido Valenter.

## Lịch sử hoạt động
Sau khi hoàn tất việc huấn luyện trong thành phần Chi hạm đội U-boat 5, U-385 được điều sang Chi hạm đội U-boat 3 từ ngày 1 tháng 3, 1944 để hoạt động trên tuyến đầu.

### Chuyến tuần tra thứ nhất
Sau khi di chuyển từ Kiel đến căn cứ Marvika (ngoại ô Kristiansand), Na Uy vào cuối tháng 3, 1944. U-385 xuất phát từ đây vào ngày 4 tháng 4 cho chuyến tuần tra đầu tiên trong chiến tranh. Nó băng qua khe GIUK giữa các quần đảo Shetland và Faroe để vòng qua quần đảo Anh và hoạt động trong vùng biển phía Tây Ireland (Khu vực Tiếp cận phía Tây). Không tìm thấy mục tiêu nào phù hợp, U-385 kết thúc chuyến tuần tra và đi đến cảng St. Nazaire bên bờ Đại Tây Dương của Pháp đã bị Đức chiếm đóng, đến nơi vào ngày 4 tháng 6.

### Chuyến tuần tra thứ hai – Bị mất
U-385 khởi hành từ căn cứ St. Nazaire vào ngày 9 tháng 8 cho chuyến tuần tra thứ hai, cũng là chuyến cuối cùng. Con tàu vẫn còn đang trong vùng biển vịnh Biscay vào ngày 11 tháng 8 khi nó bị một thủy phi cơ Short Sunderland thuộc Liên đội 461 Khôg quân Hoàng gia Australia phối hợp cùng tàu sà lúp Hải quân Hoàng gia Anh HMS Starling thả mìn sâu tấn công, đánh chìm tại tọa độ 46°16′B 02°45′T / 46,267°B 2,75°T. Một thành viên thủy thủ đoàn đã tử trận, và có 42 người sống sót được cứu vớt và bị bắt làm tù binh chiến tranh.